# Couvent des Bernardines d'Antibes
Le couvent des Bernardines d'Antibes est un monastère de cisterciennes établi à Antibes dans les Alpes-Maritimes.

## Histoire
La fondation du couvent des Bernardines d’Antibes date de décembre 1638 mais n’est enregistré par Mgr Antoine Godeau, évêque de Grasse que le 15 novembre 1639. En 1641, la commune ayant mis à sa disposition un terrain au quartier de la Ferraye dans l’enceinte de la ville les bernardines entreprennent la construction du monastère. Celui-ci gagne en réputation, accumulant dons et vocations dont la dot est fixée  mille cinq cents livres. Le recrutement se fait  parmi la noblesse ou la bourgeoisie aisée, souvent apparentées au clergé.
Si le monastère est fort de 20 à 30 religieuses sur toute la durée de son activité, la discipline ne semble pas le point fort du couvent et en 1678 une reprise en mains de Mgr Roquemartine s’avère nécessaire. Les procès incessants mobilisent beaucoup l'abbesse vieillissante qui doit s’en remettre du fait de la clôture à des mandataires extérieurs. À la fin du XVIIe siècle et au début du XVIIIe siècle le monastère commence à éprouver des difficultés et connaît une baisse de vocation. La crise est accentuée par la débâcle financière de Law.
À la fermeture du couvent en 1790 l’abbesse Marie Cécile Lombard est depuis presque vingt-huit ans à la tête du couvent alors qu’avant 1750 un mandat dépassait rarement deux ans. Quinze religieuses composent alors la communauté monastique qui a décliné depuis le début du siècle.

## Architecture et description
À la Révolution le monastère est composé de l’église, de la maison claustrale qui « pourroit contenir vingt-quatre religieuses », de deux jardins et d’un autre petit leur servant de cimetière.

## Filiation et dépendances
Antibes est fille du couvent des bernardines de Rumilly.
Le 5 novembre 1652 le fermier des droits, rentes et revenus du roi à Antibes, recense les biens acquis en 1648 par les religieuses au quartier de la Ferraye : un jardin acheté  pour cent soixante-cinq livres, une étable pour quatre-vingt-quatorze livres, une terre pour trente-six livres, un étable et un jardin pour trois cents livres. Le 7 juin de la même année les religieuses achètent pour mille quatre cents livres des vignes et un bâtiment situés au quartier de la Bastide. Le 30 septembre 1672 s’y ajoutent une terre et une vigne au quartier de La Verne.

## Liste des supérieures
Depuis sa fondation jusqu'à sa fermeture le couvent a connu 19 supérieures différentes, certaines ayant effectué 2 ou 3 mandats :
- Anne Gaspard de Ballon fondatrice, 1639 ;
- Alexandre de Venet, 25 juin 1642 ;
- Hélène de Martin, 6 octobre 1945-14 août 1647 ;
- Marie Madeleine Artaud, 13 octobre 1647-22 août 1654 ;
- Marie Agnès de Pagan, 24 janvier 1657-1er septembre 1662 ;
- Anne Angélique Gazan, 28 septembre 1662-28 juin 1665 ;
- Marie Madeleine Artaud, 3 septembre 1665-2 mars 1667 (2e mandat) ;
- Marie Cécile Giraud, 29 septembre 1670-22 août 1673 ;
- Louise Thérèse de Barcillon, 6 décembre 1673-6 juin 1678 ;
- Marie Élisabeth Pisany, 8 mai 1680-31 août 1682 ;
- Anne Scolastique Borelly, 3 novembre 1682-9 juin 1684 ;
- Marie Madeleine Artaud, 27 juin 1686-4 septembre 1688 (3e mandat) ;
- Anne Scolastique Borelly, 24 octobre 1688-27 août 1694 (2e mandat) ;
- Marie Anne Bonneau, 31 décembre 1694-18 octobre 1696 ;
- Marie Lucrèce Milloni, 1er mars 1700-7 mars 1703 ;
- Anne Scolastique Borelly, 15 novembre 1703-14 avril 1709 (3e mandat) ;
- Marie de Jésus de Pisany, 6 août 1710-30 août 1718 ;
- Marie Marthe de Pagan, 21 septembre 1718-11 août 1724 ;
- Marie de Jésus de Pisany, 9 octobre 1724-29 décembre 1732 (2e mandat) ;
- Marie Geneviève Moreau, 5 février 1734-26 août 1741 ;
- Marie Marguerite Vacquier de Châteauneuf, 16 décembre 1741-24 septembre 1743 ;
- Marie Madeleine de Mouton, 24 octobre 1744-30 avril 1746 ;
- Anne Thérèse de Gallou, 14 décembre 1750-5 septembre 1753 ;
- Marie Madeleine de Mouton, 1er février 1754-10 décembre 1760 (2e mandat) ;
- Marie Cécile Lombard, 4 décembre 17625-avril 1781 (1790).